# Bob Netolicky
Robert Netolicky, detto Bob (San Francisco, 2 agosto 1942), è un ex cestista statunitense, professionista nella ABA.

## Carriera
È stato selezionato dai San Diego Rockets al secondo giro del Draft NBA 1967 (18ª scelta assoluta).

## Statistiche
| † | Denota una stagione in cui ha vinto il titolo ABA |
| * | Primo nella lega                                  |
| * | Record                                            |

### ABA

#### Regular Season
| Anno       | Squadra           | PG  | PT | MP   | TC%  | 3P%  | TL%   | RP   | AP  | PRP | SP  | PP   |
| ---------- | ----------------- | --- | -- | ---- | ---- | ---- | ----- | ---- | --- | --- | --- | ---- |
| 1967-1968  | Indiana Pacers    | 71  |    | 33,6 | 50,4 | 0,0  | 59,6  | 11,5 | 1,0 |     |     | 16,3 |
| 1968-1969  | Indiana Pacers    | 78  |    | 34,9 | 50,9 | 0,0  | 62,3  | 10,2 | 1,1 |     |     | 18,9 |
| 1969-1970† | Indiana Pacers    | 82  |    | 39,3 | 48,3 | 28,6 | 68,3  | 10,7 | 1,5 |     |     | 20,6 |
| 1970-1971  | Indiana Pacers    | 82  |    | 38,3 | 49,9 | 25,0 | 71,2  | 9,4  | 1,3 |     |     | 18,8 |
| 1971-1972† | Indiana Pacers    | 83  |    | 35,0 | 47,9 | 21,1 | 72,4  | 9,2  | 1,0 |     |     | 15,1 |
| 1972-1973  | Dallas Chaparrals | 84  |    | 40,6 | 48,3 | 0,0  | 66,6  | 10,1 | 2,8 |     |     | 18,7 |
| 1973-1974  | San Antonio Spurs | 19  |    | 25,7 | 51,3 | 0,0  | 63,0  | 5,3  | 2,3 | 0,4 | 0,6 | 12,1 |
| 1973-1974  | Indiana Pacers    | 56  |    | 20,7 | 47,7 | 33,3 | 64,7  | 5,2  | 0,9 | 0,4 | 0,4 | 9,1  |
| 1974-1975  | Indiana Pacers    | 59  |    | 18,3 | 50,4 | 16,7 | 63,3  | 3,9  | 0,8 | 0,2 | 0,3 | 7,5  |
| 1975-1976  | Indiana Pacers    | 4   |    | 13,3 | 38,1 | 0,0  | 100,0 | 3,0  | 0,0 | 0,0 | 0,3 | 4,8  |
| Carriera   | Carriera          | 618 |    | 33,3 | 49,2 | 19,4 | 66,1  | 8,9  | 1,4 | 0,3 | 0,4 | 16,0 |

#### Massimi in carriera
Regular Season
- Massimo di punti in ABA: 43 vs Los Angeles Stars (16 novembre 1969)
- Massimo di rimbalzi in ABA: 22 (2 volte)
- Massimo di assist in ABA: 8 vs Indiana Pacers (22 dicembre 1972)
- Massimo di palle rubate in ABA: 2 vs Utah Stars (14 ottobre 1973)*
- Massimo di stoppate in ABA: 1 (2 volte)*

(* tenendo conto dei dati ABA al momento disponibili e che le statistiche di queste categorie vennero registrate sistematicamente solo dalla stagione ABA 1973-1974)

#### Play-off
| Anno     | Squadra        | PG  | PT | MP   | TC%  | 3P% | TL%   | RP   | AP  | PRP | SP  | PP   |
| -------- | -------------- | --- | -- | ---- | ---- | --- | ----- | ---- | --- | --- | --- | ---- |
| 1968     | Indiana Pacers | 3   |    | 39,0 | 56,9 | 0,0 | 56,3  | 7,3  | 2,0 |     |     | 22,3 |
| 1969     | Indiana Pacers | 17* |    | 41,3 | 53,1 | 0,0 | 62,9  | 12,6 | 1,0 |     |     | 22,5 |
| 1970†    | Indiana Pacers | 15  |    | 40,2 | 49,8 | 0,0 | 68,3  | 12,9 | 1,3 |     |     | 20,3 |
| 1971     | Indiana Pacers | 11  |    | 34,5 | 46,9 | 0,0 | 73,0  | 8,4  | 0,5 |     |     | 14,6 |
| 1972†    | Indiana Pacers | 20* |    | 27,6 | 47,6 | 0,0 | 59,0  | 5,9  | 0,6 |     |     | 10,9 |
| 1975     | Indiana Pacers | 7   |    | 4,4  | 37,5 | 0,0 | 100,0 | 0,7  | 0,1 | 0,0 | 0,1 | 1,4  |
| Carriera | Carriera       | 73  |    | 32,7 | 50,3 | 0,0 | 65,0  | 8,8  | 0,8 | 0,0 | 0,1 | 15,7 |

#### Massimi in carriera
Play-off
- Massimo di punti in ABA: 36 vs Oakland Oaks (2 maggio 1969)
- Massimo di rimbalzi in ABA: 20 vs Kentucky Colonels (1º maggio 1970)
- Massimo di assist in ABA: 3 (3 volte)
- Massimo di palle rubate in ABA: 0*
- Massimo di stoppate in ABA: 3 vs Utah Stars (26 aprile 1972)*

(* tenendo conto dei dati ABA al momento disponibili e che le statistiche di queste categorie vennero registrate sistematicamente solo dalla stagione ABA 1973-1974)

## Palmarès
- Campionato ABA: 2

Indiana Pacers: 1970, 1972
- ABA All-Rookie Team (1968)
- All-ABA Team: 1

Second Team: 1970
- ABA All-Star Game: 4

1968, 1969, 1970, 1971
- Quattordicesimo miglior marcatore di sempre ABA
- Tredicesimo miglior marcatore di sempre per numero di punti segnati nei Playoff ABA
- Quinto migliore rimbalzista di sempre ABA
- Decimo giocatore con il maggior numero di partite giocate nella storia dell'ABA (618)
- Ottavo giocatore con il maggior numero di minuti giocati nella storia dell'ABA (20.554)
- ABA All-Time Team